# Theater Eisleben

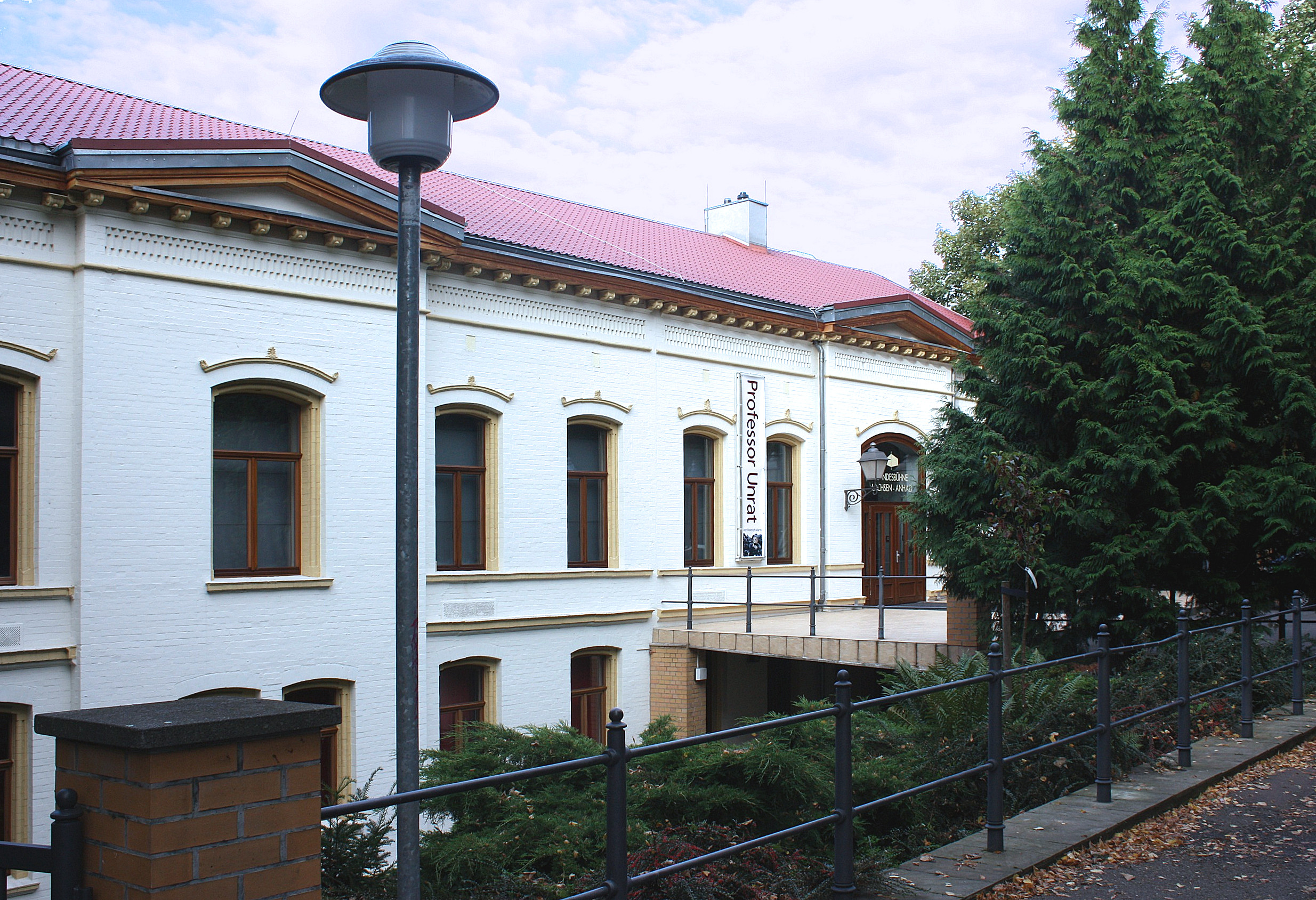
Theater Eisleben

Das Theater Eisleben, gelegen in der Lutherstadt Eisleben im Landkreis Mansfeld-Südharz, bietet mit jeder Spielzeit ein knappes Dutzend Premieren sowie verschiedenste Repertoirestücke aller Genres für Erwachsene, Jugendliche und Kinder auf zwei Bühnen. Das Theater sieht sich mit seinem Spielplan einer gesellschaftlichen Relevanz verpflichtet. Neben hauseigenen Inszenierungen laden die Eisleber Bühnen zudem mit einem Gastspielprogramm von Musiktheater und Ballett über Kabarett, Lesungen und klassischen sowie populären Konzerten ein. 
Der Große Saal des Theaters in Eisleben bietet Platz für 385 Zuschauer. Außerdem verfügt es über eine Foyerbühne mit 96 Sitzplätzen. Geleitet wird das Haus seit 1994 vom Intendanten Ulrich Fischer. 

## Geschichte
Das Theater Eisleben wurde am 13. Juli 1945 von Felix Ecke, der unter dem Pseudonym Ralph Wiener als Autor tätig war, als erstes deutsches Nachkriegstheater neugegründet. Die ursprünglich privatrechtlich organisierte Bürgerbühne Eisleben wurde 1953 verstaatlicht und fortan als Thomas-Müntzer-Theater geführt. 1960 übernahm das Haus die Sparte Musiktheater des damaligen Stadttheaters Köthen.
1990 sah sich das Theater Eisleben mit dem Zusammenbruch seiner bisherigen Zuschauerstruktur und der Schließung zahlreicher, bis dahin regelmäßig bespielter Gastspielorte konfrontiert. Das Haus trennte sich von der Bezeichnung nach Thomas Müntzer, die als rein politisch motiviert angesehen wurde. Mit Hinblick auf die umfangreiche Gastspieltätigkeit entschied der damalige Intendant Frank Hofmann, als Landesbühne Sachsen-Anhalt aufzutreten. Die Zahl der Mitarbeiter, die in Spitzenzeiten 222 betrug, sank auf 70. Intensive Bemühungen zur Rettung der Sparte Musiktheater und des Orchesters scheiterten am Geldmangel; sie mussten 1993 aufgegeben werden.
Auf Grund einer 2007 vom Landesverwaltungsamt gegenüber dem Landkreis Mansfeld-Südharz ausgesprochenen Auflage wurde die Landesbühne Sachsen-Anhalt 2011 in eine GmbH überführt. Ebenfalls 2011 legte Kultusminister Stephan Dorgerloh eine Fusion mit dem Nordharzer Städtebundtheater nahe. Dem entsprachen die Träger beider Häuser. Kurz vor dem Abschluss der Fusionsverträge erklärte die Landesregierung im Juni 2013, ihre Förderung des Theaters Eisleben, die sich zu diesem Zeitpunkt auf knapp 1,3 Millionen Euro pro Jahr belief, ab 2014 völlig einstellen zu wollen. Eine unmittelbare Schließung des Hauses konnten die Träger durch eine Erhöhung ihrer Zuschüsse abwenden.
In kontroversen Verhandlungen mit der Landesregierung konnte vorerst eine auf ein Drittel des bisherigen Volumens beschränkte Weiterführung der Förderung erreicht werden. Diese gewährt das Land Sachsen-Anhalt nicht mehr für ein Theater, sondern für Kulturvermittlung. In diesem Rahmen wurde der Theaterbetrieb der bisherigen Landesbühne Sachsen-Anhalt von einer als „einstellig“ umschriebenen Zahl von Mitarbeitern als Kulturwerk MSH Schauspiel weitergeführt. Darüber hinaus organisierte das Kulturwerk Mansfeld-Südharz weiter Gastspiele anderer Theater in Eisleben, insbesondere im Bereich Musiktheater. Ende 2018 korrigierte die Landesregierung – wohl auch die Folge von landesweiten Protesten – die Kürzungen der Zuschüsse etwas und das Haus darf seither die Bezeichnung Theater wieder für sich beanspruchen. Für 2019 bis 2023 gibt es rund fünf Prozent mehr an Geld als ursprünglich geplant. Zudem übernimmt im Fall Eisleben das Land höhere Personalkosten, soweit sie durch Tariferhöhungen bedingt sind.
Das Theater Eisleben steht unter der Rechtsträgerschaft der Kulturwerk MSH gGmbH und wird finanziell gefördert vom Landkreis Mansfeld-Südharz, der Lutherstadt Eisleben und dem Land Sachsen-Anhalt.